# Gerda Bekker Iserhorst
Gerda Bekker Iserhorst er en dansk forfatter, født 7. marts 1926. Hun debuterede i 1983 med bogen »Indlagt«.
Af særlig historisk interesse er dagbogen »Jeg hader Støvletramp« Dagbogens omdrejningspunkt er en stor piges udvikling til ung kvinde, fra 14 år til 19 år, i en stor familie med i alt seks børn, bosiddende i forstaden Islev til København, men dagbogen beskriver samtidigt en række vigtige forhold under besættelsen 1940 – 1945. Endvidere omtales en række samfundsmæssige forhold i det daværende Danmark.
Den litterære produktion omfatter bl.a.:
 Dagbøger: 
- »Indlagt« (1983) Om en langvarig indlæggelse på en 12-sengsstue på Københavns Kommunehospital
- »Jeg elsker Margueriter« . Om en moders dødsleje
- »Jeg hader støvletramp« Om en stor piges udvikling i besættelsestiden, marts 1940 – maj 1945

Andet
- Romanen »Flugtens Ragnarok«, om et ungt ægtepar og deres børn.
- En digtsamling.
- Man kaldte det børnenes århundrede

Børnebøger bl.a.:
Maria-bøger:
- Maria på forbudte veje
- Da Maria sneede inde
- Maria på hospital
- Maria løber hjemmefra
- Maria og Mormor

Katten Pivsen:
- Pivsen
- Pivsen på gale veje
- Pivsen bliver tyk

Andre børne-bøger:
- Var det mon ræven?
- Tyven på loftet
- Hjælp!
- "Må jeg få en høne?"
- Da Bedste faldt i havnen
- Da Bedste kom på hospitalet
- Det mystiske ben
- Giraffen Bøje
- Snedronningens datter
- Laura og Jonas og de små folk
- Laura og Jonas og festen hos de små folk
- Det brænder hos Emil!
- En rigtig abefest
- Kattetyven
- Det spøger på loftet